# Charlie Sifford
Charles Luther „Charlie“ Sifford (* 2. Juni 1922 in Charlotte, North Carolina; † 3. Februar 2015 in Cleveland, Ohio) war ein US-amerikanischer Profigolfer. Er war der erste Afroamerikaner, der an der PGA Tour teilnahm und zugleich der erste Afroamerikaner, der in die World Golf Hall of Fame aufgenommen wurde. Nachdem er 2007 mit dem Old Tom Morris Award ausgezeichnet wurde, wurde ihm von US-Präsident Barack Obama im Jahre 2014 die Presidential Medal of Freedom verliehen.

## Leben und Karriere
Charlie Sifford wurde im Jahre 1922 in Charlotte, der größten Stadt des US-Bundesstaates North Carolina, als Sohn eines Fabrikarbeiters geboren. Hier begann auch seine Golfkarriere. In einem ausschließlich für Weiße zugelassenen Golfklub arbeitete der damals 13-Jährige anfangs als Caddie. An Montagen durfte er auch als Caddie Golf spielen. Dabei erwies er sich als talentiert: Des Öfteren spielte er Runden unter Par. Zu dieser Zeit verdiente er 60 Cent, wovon er 50 Cent seiner Mutter gab und von den restlichen 10 Cent eine Stogie, eine Zigarre, kaufte, die später auch zu seinem Markenzeichen wurde.
Im Alter von 17 Jahren kam Sifford 1939 nach Philadelphia, wo er selbst auf verschiedenen Golfplätzen spielte. Darunter war auch der Cobb’s Creek Golf Course, auf dem er oftmals gegen den elf Jahre älteren Howard „Butch“ Wheeler, einen anderen schwarzen Golfer aus Atlanta, antrat. Parallel dazu arbeitete er für den US-amerikanischen Süßwaren- und Snack-Hersteller Nabisco.
In der Zeit danach trat Sifford seinen Militärdienst an. Er nahm im Zweiten Weltkrieg an der Schlacht um Okinawa teil. Nachdem er im Jahre 1946 seine Profikarriere gestartet hatte, traf Sifford im darauffolgenden Jahr auf den Baseballspieler Jackie Robinson, der erst kurz zuvor als erster schwarzer Spieler seit 1888 in einem Team der Major Leagues auflief, und berichtete ihm von seinem Traum, einmal als Spieler an der PGA Tour teilzunehmen. Zu dieser Zeit war die Teilnahme an der PGA Tour im Zeichen der Rassentrennung nur Weißen vorbehalten. Robinson meinte, dass er nicht aufgeben dürfe, für seinen Traum zu kämpfen.
In den Jahren danach trat Sifford vorwiegend in den von der United Golf Association (kurz UGA) organisierten National Negro Open an und war jahrelanger Berater, Helfer und persönlicher Golflehrer des afroamerikanischen Sängers und Bandleaders Billy Eckstine. Bei den National Negro Open konnte er zum Topspieler avancieren und gewann das Turnier in den Jahren 1952 bis 1956 fünf Mal in Folge. Im Jahre 1952 wurde es ihm erstmals erlaubt, an einem PGA Turnier teilzunehmen. Bei den Phoenix Open trat er gegen drei schwarze Konkurrenten an, darunter der Boxer Joe Louis, der sich in weiterer Folge zusammen mit Billy Eckstine für Siffords Werdegang und Siffords Teilnahme an einer PGA Tour als erster schwarzer Spieler einsetzte. 1956 gewann Sifford neben den Meisterschaften der Schwarzen auch die Rhode Island Open. Nachdem er im Jahre 1957 die Long Beach Open, die zwar kein offizielles PGA Tour Event waren, jedoch mit vielen Profispielern aufwarten konnten, gewonnen hatte, war Charlie Sifford, der von Eckstine nur Little Horse genannt wurde, seinem Durchbruch bereits recht nahe. Nach seinem sechsten Sieg der UGA National Negro Open konnte er im gleichen Jahr auch die Almaden Open für sich entscheiden, was jedoch ein inoffizieller Sieg war, da das Turnier erst ab dem darauffolgenden Jahr im Zuge der PGA Tour ausgetragen wurde. Dabei spielte er vor allem ab Ende der 1950er in durchschnittlich 15 verschiedenen Golfturnieren der PGA und absolvierte auch zahlreiche weitere Turniere, zu denen er eingeladen wurde bzw. an denen er sich als Schwarzer qualifizieren durfte.
1959 traf Sifford schließlich auf Stanley Mosk, den damaligen Generalbundesanwalt von Kalifornien, der wusste, dass Sifford in seinem Bundesstaat von PGA Turnieren ausgeschlossen war. Mosk konfrontierte die Verantwortlichen der PGA Tour damit, dass die Bürgerrechte Siffords als Bürger Kaliforniens verletzt würden, und fragte gleichzeitig, ob es noch andere Gründe als seine Rasse gäbe, weshalb er keine Mitgliedschaft erhalten habe. Erst im darauffolgenden Jahr 1960 überreichte ihm die PGA of America die „Approved Tournament Player Card“, die ihm die Teilnahme an Spielen der PGA Tour erlaubte; jedoch wurde er zu dieser Zeit noch als Rookie gewertet. Nachdem im November 1961 die Aufnahmeklauseln gelockert und die „Caucasians-only“-Regelung aufgehoben wurden, musste Sifford weitere drei Jahre warten, ehe er ein offizielles PGA-Mitglied mit vollwertigem Status wurde. Bei den Greater Greensboro Open gab Sifford im April 1961 sein offizielles Debüt als erster schwarzer Spieler der PGA Tour in den Südstaaten. Sifford selbst erzählte, dass der Rassismus im Golfsport damit noch lange nicht überwunden war. So wurde er bei seinem ersten Spiel noch vor dem ersten Loch von bewaffneten Ordnungshütern bewacht und erhielt noch am selben Abend eine Morddrohung. Davon ließ sich der knapp 175 cm große Sifford allerdings nicht behindern und erreichte im Endklassement den vierten Platz. Auch bei nachfolgenden Turnieren und Jahre später hatte Charlie Sifford immer wieder mit Rassismus und Ethnophaulismus zu kämpfen. Des Weiteren wurde sein Spiel oftmals gestört und der Ball des Öfteren von seinen Konkurrenten absichtlich ins Rough geschlagen.
Sifford gewann 1967 die Greater Hartford Open und 1969 die Los Angeles Open; 1975 gewann er die PGA Meisterschaft der Senioren. Er gehörte zu den ersten Spielern auf der 1980 begründeten Senioren Tour und gewann das Turnier Suntree Classic. Er trat zuletzt 2011 bei der Champions Tour auf. Auf der regulären Tour gewann er mehr als $ 341,000 an Preisgeldern und als Golfprofi insgesamt mehr als $ 1 Million.
Im Jahre 2004 war Sifford der erste afro-amerikanische Spieler, der in die World Golf Hall of Fame aufgenommen wurde. 2014 wurde er mit der Presidential Medal of Freedom ausgezeichnet.

## Erfolge

### Siege bei der PGA Tour (2)
- 1967 Greater Hartford Open Invitational
- 1969 Los Angeles Open

### Weitere Siege (12)
- 1952 UGA National Negro Open
- 1953 UGA National Negro Open
- 1954 UGA National Negro Open
- 1955 UGA National Negro Open
- 1956 UGA National Negro Open, Rhode Island Open
- 1957 Long Beach Open
- 1960 UGA National Negro Open, Almaden Open (inoffizieller Sieg; wurde erst im nachfolgenden Jahr ein PGA-Tour-Event)
- 1963 Puerto Rico Open
- 1971 Sea Pines
- 1975 Northern Ohio PGA Championship

### Sieg bei der Senior PGA Tour (1)
- 1980 Suntree Classic

### Weitere Senior Siege (7)
- 1975 PGA Seniors Championship (fünf Jahre bevor es zu einem Champions-Tour-Event wurde)
- 1988 Liberty Mutual Insurance Legends of Golf – Legendary Division (zusammen mit Roberto De Vicenzo)
- 1989 Liberty Mutual Insurance Legends of Golf – Legendary Division (zusammen mit Roberto De Vicenzo)
- 1991 Liberty Mutual Insurance Legends of Golf – Legendary Division (zusammen mit Roberto De Vicenzo)
- 1998 Liberty Mutual Insurance Legends of Golf – Demaret Division (zusammen mit Joe Jimenez)
- 1999 Liberty Mutual Insurance Legends of Golf – Demaret Division (zusammen mit Joe Jimenez)
- 2000 Liberty Mutual Insurance Legends of Golf – Demaret Division (zusammen mit Joe Jimenez)

## Resultate in Major Championships
| Turnier          | 1959 | 1960 | 1961 | 1962 | 1963 | 1964 | 1965 | 1966 | 1967 | 1968 | 1969 |
| ---------------- | ---- | ---- | ---- | ---- | ---- | ---- | ---- | ---- | ---- | ---- | ---- |
| U.S. Open        | T32  | T46  | DNP  | T43  | DNP  | 27   | CUT  | DNP  | DNP  | T32  | DNP  |
| PGA Championship | DNP  | DNP  | DNP  | DNP  | DNP  | DNP  | T33  | DNP  | DNP  | T59  | CUT  |

| Turnier          | 1970 | 1971 | 1972 | 1973 | 1974 | 1975 | 1976 | 1977 | 1978 | 1979 | 1980 |
| ---------------- | ---- | ---- | ---- | ---- | ---- | ---- | ---- | ---- | ---- | ---- | ---- |
| U.S. Open        | DNP  | T49  | T21  | CUT  | 60   | CUT  | DNP  | DNP  | CUT  | DNP  | DNP  |
| PGA Championship | DNP  | DNP  | DNP  | DNP  | DNP  | T48  | DNP  | CUT  | DNP  | DNP  | CUT  |

Anmerkung: Sifford nahm während seiner Karriere als Aktiver nie am Masters Tournament oder an den British Open teil.
DNP = nicht teilgenommen

CUT = Cut nicht geschafft

„T“ geteilte Platzierung

Grüner Hintergrund für Sieg

Gelber Hintergrund für Top 10